# بروس رولاند
بروس رولاند (بالإنجليزية: Bruce Rowland)‏ هو ملحن أسترالي، ولد في 9 مايو 1942 في ملبورن في أستراليا.

## وصلات خارجية
- بروس رولاند على موقع IMDb (الإنجليزية)
- بروس رولاند على موقع ميوزك برينز (الإنجليزية)
- بروس رولاند على موقع ديسكوغز (الإنجليزية)
- بروس رولاند على موقع قاعدة بيانات الفيلم (الإنجليزية)